# Hans Oeser
Hans Christian Ludwig Alexander Oeser (* 19. Januar 1799 in Gießen; † 14. Oktober 1858 in Londorf) war ein hessischer Pfarrer und Politiker und Abgeordneter der 2. Kammer der Landstände des Großherzogtums Hessen.
Hans Oeser war der Sohn des Hofgerichtrats und Universitätssynidikus Dr. jur. Jacob Oeser (1759–1834) und dessen Ehefrau Friederike Christine Jakobine, geborene Oßwald. Hans Oeser studierte ab 1815 Evangelische Theologie an der Universität Gießen. 1822 bis 1858 war er Pfarrer, später Dekan in Londorf. Er heiratete am 25. November 1823 in Bingenheim Katharina geborene Schunck (1803–1837). In zweiter Ehe heiratete er Eleonore geborene Oßwald, die Tochter des Gießener Hofkammerrates Gottlieb Wilhelm Ludwig Oßwald.
Von 1851 bis 1858 gehörte er der Zweiten Kammer der Landstände an. Er wurde für den Wahlbezirk Oberhessen 10 bzw. 4/Grünberg gewählt.